# غوران فلاوفيتش
غوران فلاوفيتش (بالكرواتية: Goran Vlaović)‏، لاعب كرة قدم كرواتي سابق من مواليد 7 أغسطس 1972 في نوفا غراديسكا في كرواتيا، .

## حياته
بدأ مسيرته الكروية مع نادي أوسييك في عام 1989، ولعب معهم حتى عام 1991، وشارك معهم في 24 مباراة وسجل 11 هدف، وفي عام 1992 انتقل إلى نادي دينامو زغرب، ولعب معهم حتى عام 1994، وشارك معهم في 81 مباراة وسجل 61 هدف، وفي عام 1994 انتقل إلى نادي بادوفا الإيطالي، ولعب معهم حتى عام 1996، وشارك معهم في 50 مباراة وسجل 18 هدف، وفي عام 1996 انتقل إلى نادي فالنسيا الإسباني، ولعب معهم حتى عام 2000، وشارك معهم في 73 مباراة وسجل 17 هدف، وفي عام 2000 انتقل إلى نادي باناثنايكوس اليوناني، ولعب معهم حتى عام 2004، وشارك معهم في 64 مباراة وسجل 29 هدف.
و قد لعب مع منتخب كرواتيا لكرة القدم بين عامي 1992 و2002، وشارك معهم في 51 مباراة وسجل 15 هدف.

## روابط خارجية
- غوران فلاوفيتش على موقع الاتحاد الدولي (مؤرشف)  (الإنجليزية)
- غوران فلاوفيتش على موقع اتحاد كرواتيا (الكرواتية)
- غوران فلاوفيتش على موقع قاعدة بيانات كرة القدم.إي يو (الإنجليزية)
- غوران فلاوفيتش على موقع ناشيونال فوتبول تيمز (الإنجليزية)
- غوران فلاوفيتش على موقع Soccerway.com (الإنجليزية)
- غوران فلاوفيتش على موقع عالم كرة القدم.نت (الإنجليزية)
- غوران فلاوفيتش على موقع كووورة